# Giovanni Silva Tiepo
Giovanni Silva Tiepo, mais conhecido apenas como Tiepo (São Domingos, 8 de fevereiro de 1998), é um futebolista brasileiro que atua como goleiro. Atualmente joga no Cianorte. 

## Carreira

### Início
Nascido em São Domingos, Santa Catarina, Tiepo ingressou na equipe juvenil da Chapecoense em 2012, depois de ser liberado do Internacional.

### Chapecoense
Tiepo fez sua estreia na equipe principal da Chape no dia 9 de fevereiro de 2017, na derrota de 2 a 0 contra o Cruzeiro pela Primeira Liga.
Em abril de 2019, depois de duas temporadas como terceiro jogador pra posição, Tiepo se tornou titular após a suspensão de João Ricardo e a lesão de Elias. Mesmo com a contratação de Vagner, que sofreu uma lesão no joelho, Tiepo foi mantido como goleiro titular da equipe. Estreou na Série A do Brasileirão no dia 27 de abril, fazendo várias defesas importantes durante vitória em casa por 2 a 0 sobre o Internacional.

## Títulos
Chapecoense
- Campeonato Catarinense: 2020
- Campeonato Brasileiro - Série B: 2020